# Штраубинг-Боген
Штраубинг-Боген (нем. Straubing-Bogen) — район в Германии. Центр района — город Штраубинг. Район входит в землю Бавария. Подчинён административному округу Нижняя Бавария. Занимает площадь 1202,24 км². Население — 97 797 чел. Плотность населения — 81 человек/км².
Официальный код района — 09 2 78.
Район подразделяется на 37 общин.

## Административное устройство

Муниципалитеты района Штраубинг-Боген (Бавария)

### Городские общины
1. Боген (10 105)
2. Гайзельхёринг (6 765)

### Ярмарочные общины
1. Маллерсдорф-Пфаффенберг (6 669)
2. Миттерфельс (2 459)
3. Шварцах (2 898)

### Сельские общины
1. Айтерхофен (3 466)
2. Аттинг (1 693)
3. Ахольфинг (1 696)
4. Аша (1 538)
5. Визенфельден (3 586)
6. Виндберг (1 043)
7. Зальхинг (2 501)
8. Ирльбах (1 171)
9. Кирхрот (3 690)
10. Концелль (1 816)
11. Лабервайнтинг (3 474)
12. Лайбльфинг (3 970)
13. Лойтцендорф (630)
14. Мариапошинг (1 409)
15. Нойкирхен (1 808)
16. Нидервинклинг (2 280)
17. Обершнайдинг (2 745)
18. Паркштеттен (2 980)
19. Перасдорф (650)
20. Перкам (1 450)
21. Райн (2 679)
22. Раттенберг (1 842)
23. Раттисцелль (1 462)
24. Санкт-Энгльмар (1 521)
25. Фалькенфельс (1 013)
26. Фельдкирхен (1 936)
27. Хайбах (2 178)
28. Хазельбах (1 647)
29. Хундердорф (3 382)
30. Штайнах (2 944)
31. Шталльванг (1 383)
32. Штраскирхен (3 346)

### Объединения общин
1. Административное сообщество Айтерхофен
2. Административное сообщество Миттерфельс
3. Административное сообщество Райн
4. Административное сообщество Хундердорф
5. Административное сообщество Шварцах
6. Административное сообщество Шталльванг
7. Административное сообщество Штраскирхен

## Население
По оценке на 31 декабря 2015 года население района Штраубинг-Боген составляет 98 806 чел. 

| Дата      | 1840  | 1871  | 1900  | 1925  | 1939  | 1950  | 1961  | 1970  | 1987  | 2011  |
| --------- | ----- | ----- | ----- | ----- | ----- | ----- | ----- | ----- | ----- | ----- |
| Население | 56671 | 63854 | 65273 | 68573 | 70126 | 90111 | 74748 | 78499 | 81062 | 95852 |

| Год       | 1960  | 1970  | 1980  | 1990  | 2000  | 2009  | 2010  | 2011  | 2012  | 2013  | 2014  | 2015  |
| --------- | ----- | ----- | ----- | ----- | ----- | ----- | ----- | ----- | ----- | ----- | ----- | ----- |
| Население | 74688 | 78386 | 78286 | 84792 | 95242 | 97631 | 97591 | 96140 | 96667 | 97323 | 97967 | 98806 |

## Внешние ссылки
- Официальная страница (нем.)